# Normativa de la Unión Europea sobre igualdad y no discriminación
Es un sector de la política social comunitaria que ha irradiado una notable influencia hacia los distintos Derechos nacionales, cada vez en ámbitos más amplios como el origen racial, la religión y las convicciones o la orientación sexual. En su vertiente relativa a la nacionalidad ha funcionado como un complemento indispensable de la libre circulación y de la construcción del mercado interior, pero recientemente ha trascendido para consagrarse como uno de los elementos indispensables de la ciudadanía de la Unión.
En la faceta que concierne a la igualdad entre sexos, el aporte comunitario a las legislaciones nacionales es un claro ejemplo de armonización. A lo largo de más de tres décadas, primero sobre bases jurídicas genéricas y posteriormente sobre otras específicas, se ha construido un cuerpo de Derecho derivado que no admite comparación en el ámbito social. La interpretación del Tribunal de Justicia de la Unión Europea, por añadidura, ha consolidado su aplicación, si bien no puede pasarse por alto la considerable intervención comunitaria desprovista de carácter normativo.